# حمية كرام

حمية كرام (الحبوب والأرز، عصير التفاح، والحليب) هي علاج غذائي على المدى القصير للإسهال والتهاب المعدة والأمعاء. يحتوي نظام كرام على محتوى كامل من البروتين والدهون أكثر من حمية برات. 

## الأبحاث الحديثة
قد تم التحقق من صحة استخدام الحبوب والأرز والحليب كخطة لوقف الأكل في حالة حدوث اضطراب في المعدة، كعلاج أكثر فعالية لعلاج الإسهال مقارنة بحمية برات من خلال الأبحاث الحديثة في المستشفيات في أمريكا الجنوبية وآسيا.
و وفقًا لجون سنايدر، أستاذ طب الأطفال في  المركز الطبي التابع لجامعة كاليفورنيا في سان فرانسيسكو وعضو في اللجنة الفرعية للأكاديمية الأمريكية لطب الأطفال في علاج الإسهال الحاد: «لا يبدو أن حمية» كرام«تخفف أعراض الإسهال بشكل أسرع فحسب، بل إن الحليب يعطي الطفل بروتينًا أكثر اكتمالاًكما يمده بما يحتاجه من دهون، وهو ما يفتقر إليه النظام الغذائي».

## الاحتياج لترطيب إضافي
بسبب الجفاف الشديد الناجم عن الإسهال والتهاب المعدة والأمعاء، ينبغي الجمع بين الحمية ومعالجة الجفاف الفموي  من خلال إدارة إمداد المريض بالسوائل (مثل Gatorade و Pedialyte) أو السوائل الغذائية (مثل المرق أو الحلويات) لتحل محل السوائل الناقصة.
وفقًا لجون سنايدر: «من الضروري دمج حمية كرام مع شراب بديل للالكترولايت. بالإضافة إلى ذلك، اتصل بطبيبك على الفور إذا بقيت أعراض الإسهال حادة أو إذا كان طفلك يعاني من أي أعراض جفاف مثل: جفاف الفم وعدم التبول والافتراء  وسرعة دقات القلب».

## البدائل
البديل الغذائي لحمية كرام هي حمية برات، والتي تتكون من الموز والأرز وعصير التفاح والخبز المحمص، والنظام الغذائي BRATT يتكون من الموز والأرز وعصير التفاح والخبز المحمص والشاي، أما النظام الغذائي BRATTY فيتكون من الموز، الأرز، عصير التفاح، نخب، الشاي، واللبن.